# Galmiz

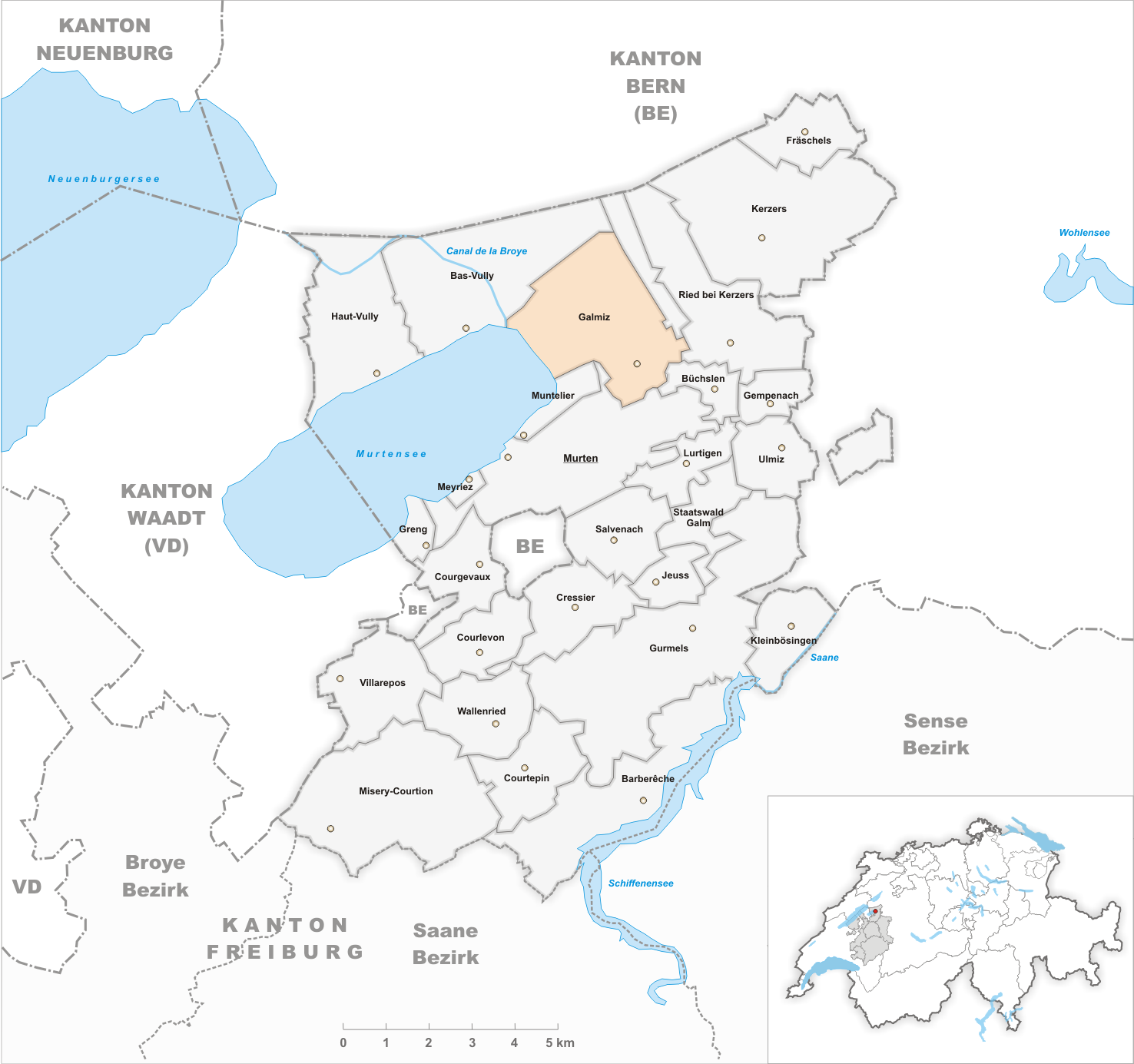
Gemeindestand vor der Fusion am 1. Januar 2022

Galmiz ist ein Ort in der Gemeinde Murten im Seebezirk (französisch: District du Lac) des Kantons Freiburg in der Schweiz. Der französische Name der Gemeinde lautet Charmey (Lac), im Unterschied zur ehemaligen Gemeinde Charmey im Bezirk Gruyère. Am 1. Januar 2022 fusionierte Galmiz gleichzeitig mit den Gemeinden Clavaleyres und Gempenach mit der Gemeinde Murten.

## Geographie
Galmiz liegt auf 442 m ü. M., 4 km nordöstlich des Bezirkshauptortes Murten (Luftlinie). Das Dorf erstreckt sich in der Mulde des Galmizbaches am Südrand des Grossen Mooses, am Fuss der Höhe des Murtenholzes, östlich des Murtensees im nördlichen Freiburger Mittelland.
Die Fläche des 8,9 km² grossen Gemeindegebiets umfasst einen Abschnitt des Grossen Mooses. Der Hauptteil des Gebietes wird von der landwirtschaftlich intensiv genutzten Ebene des Grossen Mooses eingenommen, die vom Galmizkanal und dem Biberekanal zum Broyekanal (französisch: Canal de la Broye) entwässert wird. Zu Galmiz gehören die Fluren Galmizmoos, Neumatte, Turbenmoos, Burgmoos und Hinterem Horn. Nach Westen erstreckt sich der Gemeindeboden über den rund 1 km breiten Waldgürtel Chablais bis an den Murtensee, der hier ein mit dichtem Schilf bestandenes Ufer besitzt. Die Seeuferlinie von Galmiz beträgt rund 2 km vom Ausfluss der Broye im Norden bis zur Mündung eines kurzen Entwässerungskanals im Süden.
Im Süden reicht das Gemeindegebiet über den Wiesenhügel Hinter den Reben (462 m ü. M.) und die Mulde des Dorfbachs von Galmiz bis auf die angrenzenden Molassehöhen und erreicht am Hang des Murtenholzes beim Franzosenholz mit 510 m ü. M. den höchsten Punkt von Galmiz. Von der Gemeindefläche entfielen 1997 7 % auf Siedlungen, 20 % auf Wald und Gehölze, 71 % auf Landwirtschaft, und rund 2 % war unproduktives Land.
Zu Galmiz gehören einige Einzelhöfe, darunter der Tannenhof und der Erlenhof im Grossen Moos. Nachbargemeinden von Galmiz sind Mont-Vully, Murten, Ried bei Kerzers und Muntelier.

## Bevölkerung
Mit 763 Einwohnern (Stand: 31. Dezember 2021) gehörte Galmiz zu den kleineren Gemeinden des Kantons Freiburg. Die Bevölkerungszahl von Galmiz belief sich 1860 auf 372 Einwohner, 1910 auf 434 Einwohner. Im Verlauf des 20. Jahrhunderts pendelte die Bevölkerungszahl im Bereich zwischen 430 und 500 Einwohnern, bevor während der 1970er-Jahre eine Abnahme um 20 % registriert wurde. Seit 1980 (393 Einwohner) wurde wieder ein deutliches Bevölkerungswachstum verzeichnet.
Einwohnerzahlen: Volkszählungsdaten

### Sprachen
Von den Bewohnern sind 90,0 % deutschsprachig, 5,4 % französischsprachig, und 1,3 % sprechen Italienisch (Stand 2000). Damit ist Galmiz heute überwiegend deutschsprachig. Die ersten Urkunden über Orts- und Flurnamen weisen auf ein ursprünglich französischsprachiges Dorf hin. Wahrscheinlich hat sich das Mehrheitsverhältnis zwischen Französisch und Deutsch im Lauf des 17. Jahrhunderts gekehrt.

## Wirtschaft
Galmiz war bis in die zweite Hälfte des 20. Jahrhunderts ein vorwiegend durch die Landwirtschaft geprägtes Dorf. Noch heute haben der Ackerbau, der Gemüseanbau und der Obstbau einen wichtigen Stellenwert in der Erwerbsstruktur der Bevölkerung. 1946 wurde die Anbau- und Verwertungsgenossenschaft für Biogemüse gegründet.
Weitere Arbeitsplätze sind im lokalen Kleingewerbe und im Dienstleistungssektor vorhanden. In Galmiz haben sich Betriebe des Baugewerbes, des Gartenbaus, der Elektrobranche, der Nahrungsmittelindustrie und eine Schreinerei angesiedelt. Im Jahr 2005 geriet Galmiz in die nationalen Schlagzeilen, weil sich der US-Pharmakonzern Amgen in der Landwirtschaftszone des Grossen Mooses niederlassen wollte. Die Umzonung des fruchtbaren Ackerlandes in Bauland war umstritten. Seit Ende Januar 2006 steht fest, dass der Konzern seine Produktionsstätte in Irland bauen wird.
In den letzten Jahrzehnten hat sich das Dorf auch zu einer Wohngemeinde entwickelt. Viele Erwerbstätige sind deshalb Wegpendler, die hauptsächlich in den Regionen Murten und Bern arbeiten.

## Verkehr
Die Ortschaft ist verkehrsmässig sehr gut erschlossen. Sie liegt an der Hauptstrasse 22 nach Kerzers. Rund 2 km vom Ortskern entfernt in Richtung Murten mündet diese in die Hauptstrasse 1 Bern-Lausanne. Dort befindet sich auch der Anschluss an die Autobahn A1 (Bern-Lausanne), die das Gemeindegebiet auf dem Galmiz-Viadukt durchquert. Am 12. Juni 1876 wurde die Eisenbahnlinie von Murten nach Lyss mit einem Bahnhof in Galmiz in Betrieb genommen.

## Geschichte

Historisches Luftbild von Werner Friedli von 1954

Das Gemeindegebiet von Galmiz war schon sehr früh besiedelt. Es wurde von der Römerstrasse durchquert, die Aventicum mit Petinesca verbunden hatte. An dieser Strasse befand sich eine römische Villa, die vermutlich von 50 bis 250 nach Christus bewohnt war.
Die erste urkundliche Erwähnung des Ortes erfolgte 1242 unter dem Namen Chalmitis; von 1340 ist die Bezeichnung Charmey überliefert. Der Ortsname ist vom lateinischen Wort calma (Ödland) abgeleitet. Seit dem Mittelalter unterstand Galmiz der Herrschaft Murten. 1475 gelangte das Dorf als Teil der Landvogtei Murten unter die gemeinsame Verwaltung der Stände Bern und Freiburg. Es wurde während der Burgunderkriege verwüstet.
Nach dem Zusammenbruch des Ancien Régime (1798) kam Galmiz an den Kanton Freiburg. Während der Helvetik und der darauf folgenden Zeit gehörte es zum Distrikt Murten, bevor es 1848 mit der neuen Kantonsverfassung in den Seebezirk eingegliedert wurde.
Per 1. Januar 2022 wurde Galmiz von der Gemeinde Murten eingemeindet.

## Persönlichkeiten
- Werner Bula (1892–1962), Techniker, Volksschriftsteller und Bühnenautor in Mundart, verbrachte den grössten Teil seines Lebens in Galmiz
- Alfred Bula (1908–1995), Radrennfahrer

## Bilder

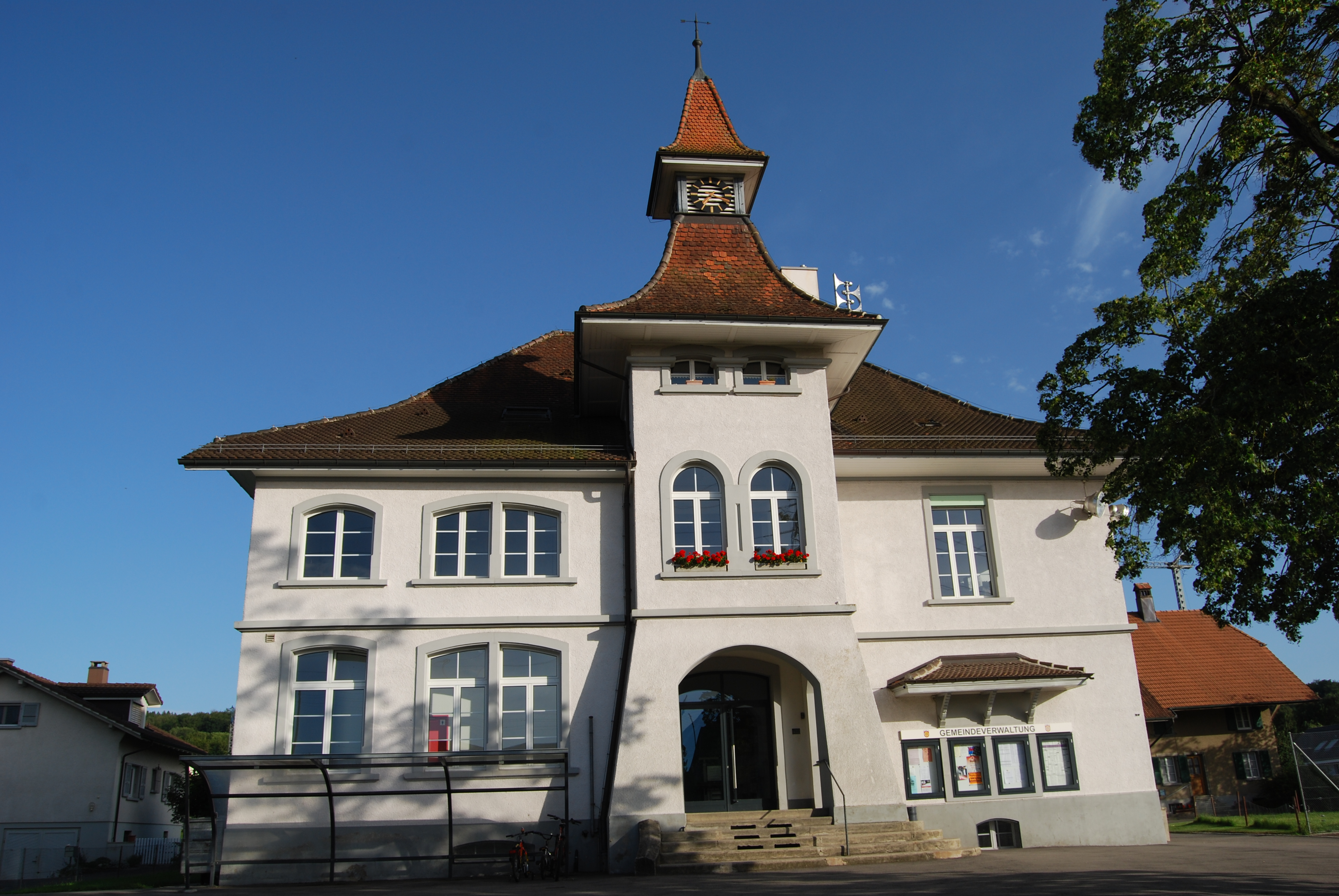
Schul- und Gemeindehaus
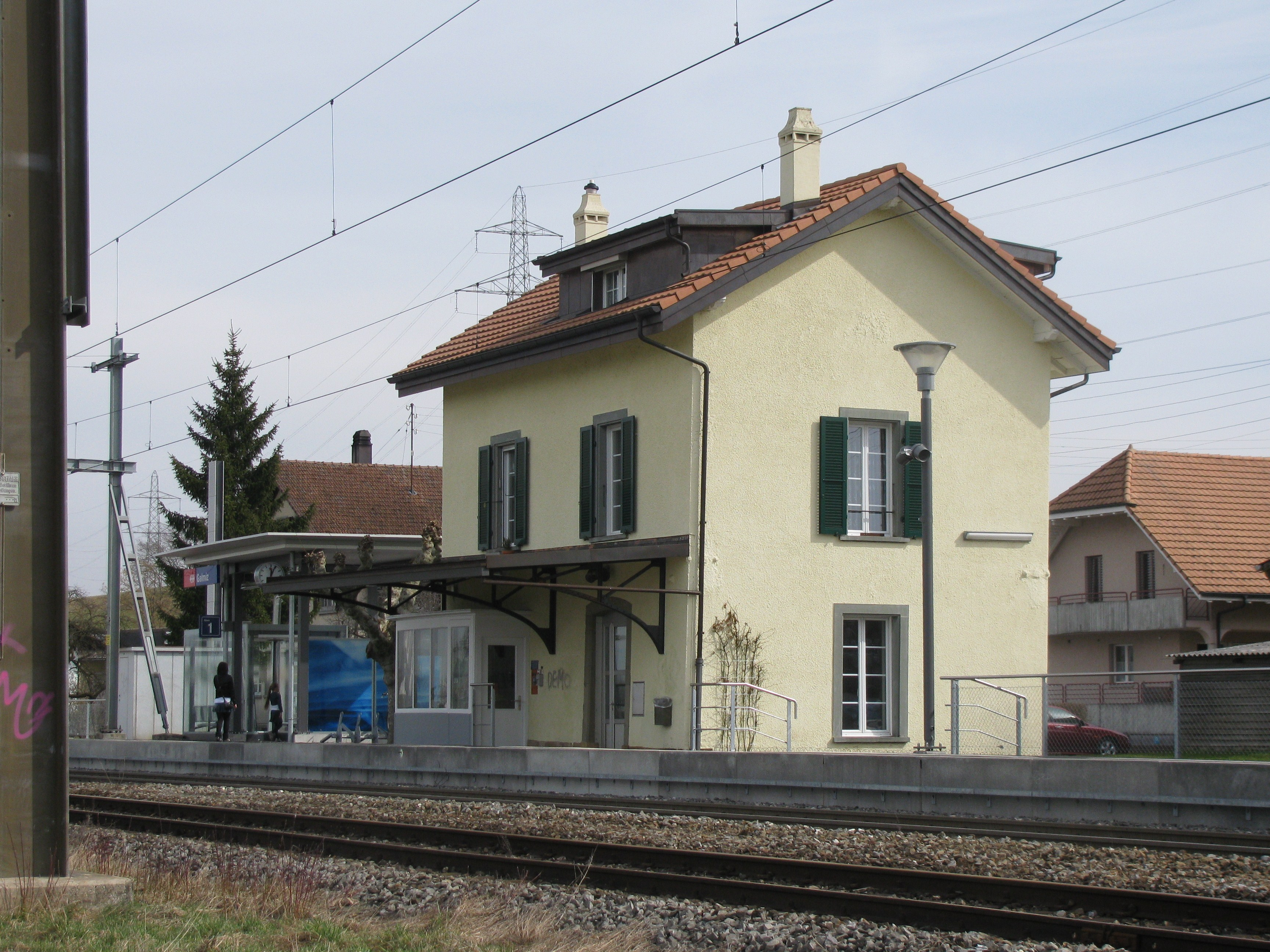
Bahnhof Galmiz
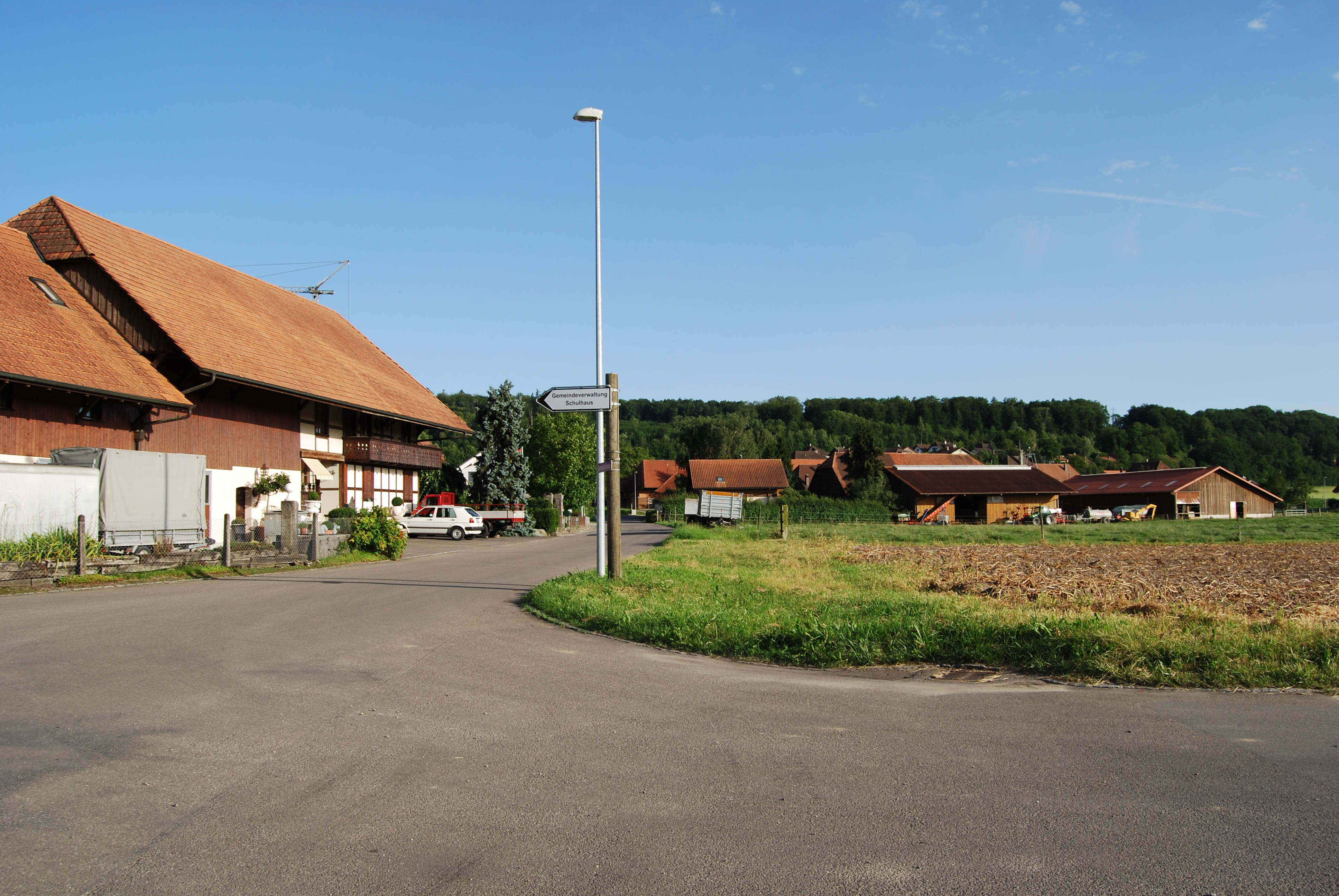
Das Dorf von Südwesten her gesehen
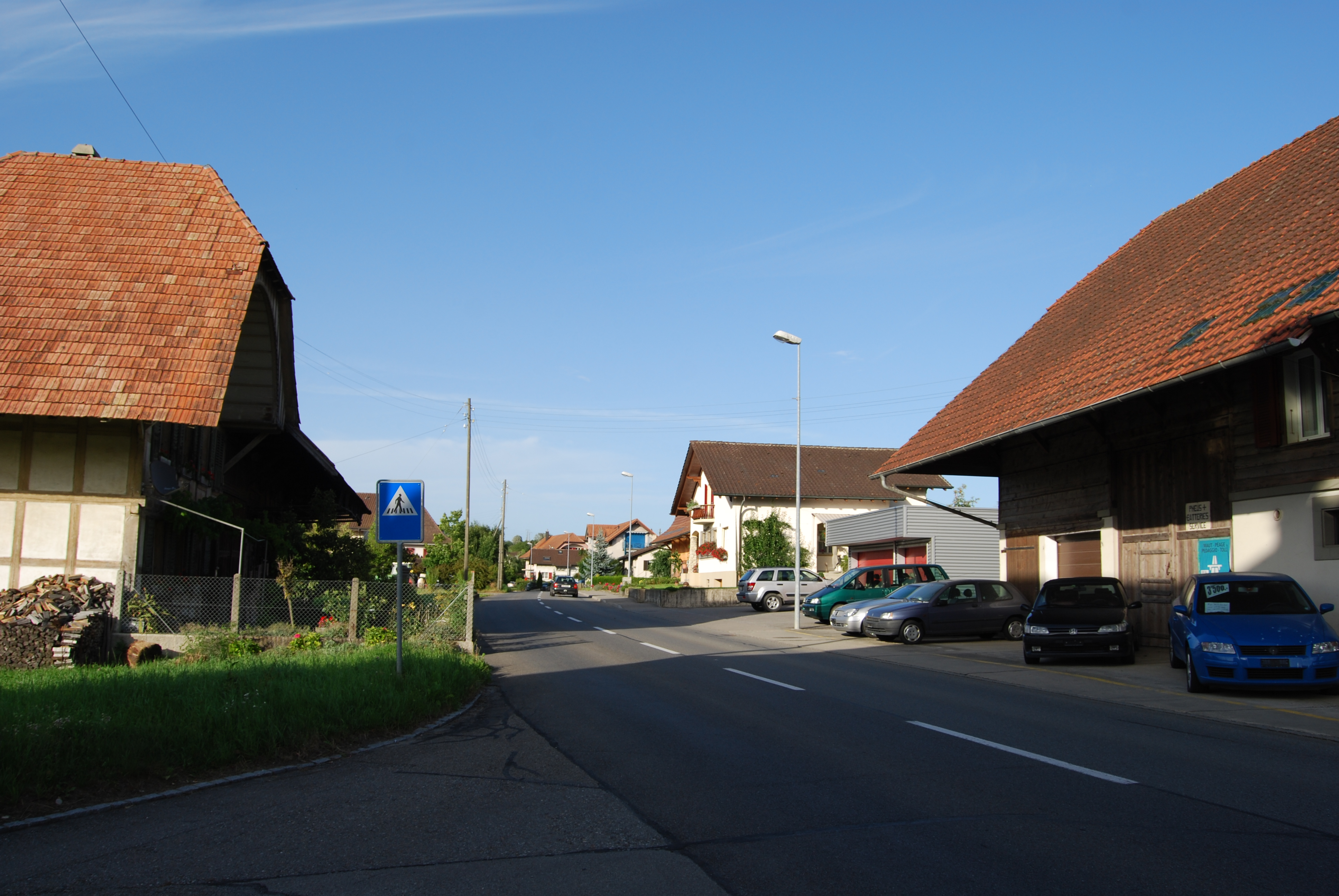
Hauptstrasse (Kantonsstrasse 22)